# Фарсман (военный магистр Востока)
Фарсман (греч. Φαρασμάνης,  лат. Pharasmánēs; Пустой шаблон {{ВД-Преамбула}} ) — византийский военный и государственный деятель лазского происхождения, служивший при императорах Анастасий I (правил в 491–518 годах) и Юстине I (правил в 518–527 годах). Исполнял обязанности военный магистр Востока и принимал участие в войнах с Сасанидским Ираном.

## Имя
Имя Фарасманес (лат. Pharasmanes) или Фаресманес (лат. Pharesmanes) является латинизированной формой грузинского имени груз. ფარსმან (P’arsman). В армянских источниках оно передано как арм. Փարսման (Pʼarsman), а в греческих вариантах — как греч. Φαρασριάνης (Pharasriánēs), греч. Φαρεσριάνης (Pharesriánēs) и греч. Φαρασμάνης (Pharasmánēs).

## Биография

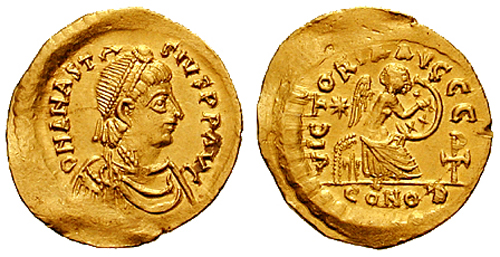
Монета-семис императора Анастасия I

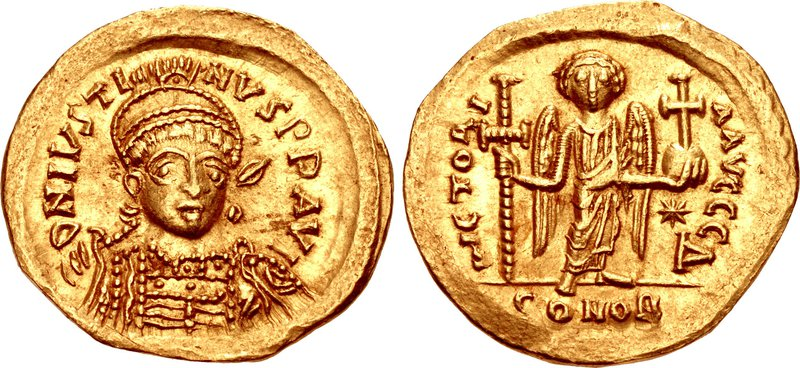
Золотой солид императора Юстина I

Фарсман происходил из Лазики, был отцом Заунаса и дедом будущих военачальников Леонтия и Руфина.
Предположительно, занимал пост комитом по военным делам в период войны с Сасанидами (503–505). Во время осады Амиды в 503 году, возглавляемой Патрикием и Гипатием, Фарсман совместно с полководцем Феодором устроил засаду и захватил 400 персов, в том числе одного из их командиров — Глонеса. Источники отмечают, что Фарсман проявил исключительную отвагу и вместе с отрядом из 500 всадников взял в плен всех персидских солдат, пытавшихся покинуть осаждённый город в поисках припасов.
После прекращения активных боевых действий зимой 504–505 годов, Фарсман прибыл в Апамею. В начале 505 года участвовал в повторном взятии Амиды и был назначен её военным комендантом. Летом того же года он отправился в Эдессу, сменив Ареобинда на посту военный магистр Востока.
Когда в конце 505 года началось строительство новой крепости Дара, Фарсман отправил часть эдесских войск для защиты строителей. Кроме того, он организовал зачистку окрестностей от диких животных, представлявших угрозу. В его отсутствие в Эдессе временно исполнял обязанности дука местный военачальник Роман.
Осенью 506 года Фарсман совместно с Тимостратом участвовал в переговорах с персами в Дара, однако, обнаружив их намерение к измене, вызвал подкрепления.
При императоре Юстине I Фарсман занимался религиозной политикой: изгнал Павла Эдесского с епископской кафедры и подвергал гонениям монофизитских монахов.
В 527 году Фарсман вместе с Ипатием участвовал в переговорах с персами по поводу набегов их союзников — сарацинских племён (лахмидов), однако достичь соглашения не удалось.